# Вестленд (Мічиган)
Вестленд (англ. Westland) — місто (англ. city) в США, в окрузі Вейн штату Мічиган. Населення — 85 420 осіб (2020).

## Географія
Вестленд розташований за координатами 42°19′9″ пн. ш. 83°22′51″ зх. д. / 42.31917° пн. ш. 83.38083° зх. д. (42.319173, -83.380778).  За даними Бюро перепису населення США в 2010 році місто мало площу 52,94 км², з яких 52,90 км² — суходіл та 0,04 км² — водойми.

## Демографія
Згідно з переписом 2010 року, у місті мешкали 84 094 особи в 35 886 домогосподарствах у складі 21 289 родин. Густота населення становила 1588 осіб/км².  Було 39201 помешкання (740/км²).
Расовий склад населення:
| - 75,8 % — білих - 17,2 % — чорних або афроамериканців - 3,0 % — азіатів - 0,5 % — корінних американців - 1,1 % — осіб інших рас |

До двох чи більше рас належало 2,4 %. Частка іспаномовних становила 3,8 % від усіх жителів.
За віковим діапазоном населення розподілялося таким чином: 22,1 % — особи молодші 18 років, 63,9 % — особи у віці 18—64 років, 14,0 % — особи у віці 65 років та старші. Медіана віку мешканця становила 38,3 року. На 100 осіб жіночої статі у місті припадало 90,4 чоловіків;  на 100 жінок у віці від 18 років та старших — 86,6 чоловіків також старших 18 років.
Середній дохід на одне домашнє господарство  становив 57 824 долари США (медіана — 44 641), а середній дохід на одну сім'ю — 69 860 доларів (медіана — 59 147). Медіана доходів становила 46 560 доларів для чоловіків та 36 843 долари для жінок. За межею бідності перебувало 15,8 % осіб, у тому числі 23,2 % дітей у віці до 18 років та 8,8 % осіб у віці 65 років та старших.
Цивільне працевлаштоване населення становило 39 090 осіб. Основні галузі зайнятості: освіта, охорона здоров'я та соціальна допомога — 21,0 %, виробництво — 17,5 %, мистецтво, розваги та відпочинок — 12,7 %, роздрібна торгівля — 11,7 %.